# ببروئیه
ببروئیه، روستایی از توابع شهرستان بهاباد
در استان یزد ایران است.

## جمعیت
این روستا در دهستان بنستان قرار دارد و براساس سرشماری مرکز آمار ایران در سال ۱۳۸۵، جمعیت آن ۶۱ نفر (۲۰خانوار) بوده‌است.